# Porträt von Irène Cahen d’Anvers

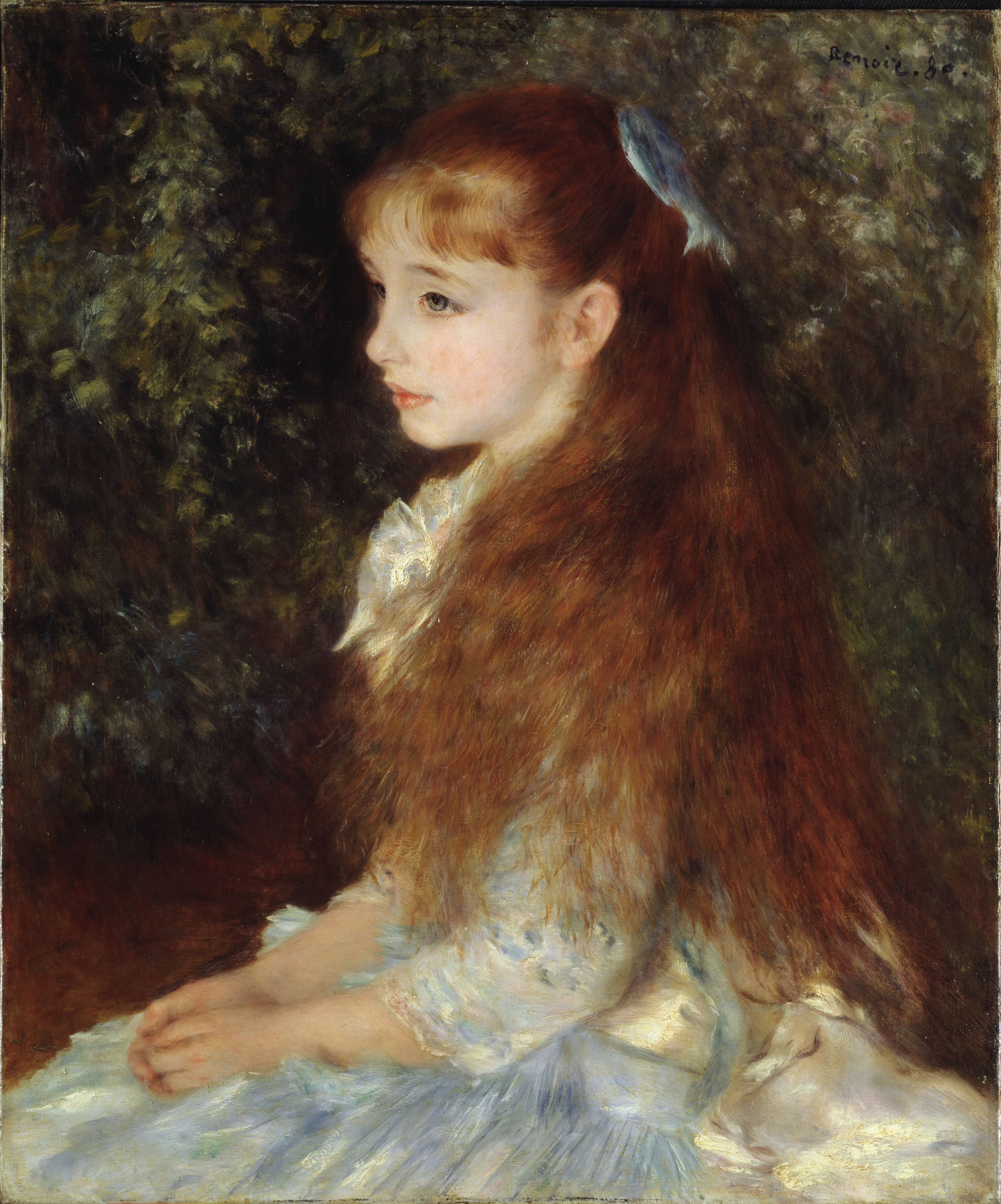
Porträt von Irène Cahen d’Anvers, Auguste Renoir, 1880, Stiftung Sammlung E. G. Bührle

Das Porträt von Irène Cahen d’Anvers, auch Portrait de Mademoiselle Irène Cahen d’Anvers, oder La Petite Fille au ruban bleu oder La Petite Irène genannt, ist ein Ölgemälde auf Leinwand (65 × 54 cm), das Auguste Renoir 1880 malte und das heute zur Stiftung Sammlung E. G. Bührle, Zürich, gehört.
Das Gemälde wurde von dem französischen Bankier Louis Cahen d’Anvers in Auftrag gegeben und zeigt seine Tochter Irène Cahen d'Anvers im Alter von 8 Jahren; später wurde es an die Familie Camondo weitergegeben und gehörte zu den von den Nationalsozialisten bei ihren organisierten Plünderungen in den europäischen Ländern gestohlenen Kunstwerken. Im Jahr 1946 tauchte es wieder auf und wurde in Paris als eines der „in Deutschland gefundenen französischen Meisterwerke“ ausgestellt. Im Jahr 2014 ist es in dem Kriegsfilm Monuments Men als eines der Kunstwerke zu sehen, die durch das Programm „Monuments, Fine Arts and Archives“ gerettet wurden.

## Geschichte
In den 1870er und 1880er Jahren porträtierte Renoir häufig die Familien der jüdischen Gemeinde in Paris. Der Bankier Louis Cahen d'Anvers lernte Renoir durch den Sammler Charles Ephrussi, den Besitzer der Gazette des Beaux-Arts, kennen. 1880 gab er bei ihm ein Porträt seiner drei Töchter in Auftrag, beginnend mit Irène, der ältesten. Die beiden jüngeren Töchter, Elisabeth und Alice, wurden in einem zweiten Bild von Renoir mit dem Titel Les Demoiselles Cahen d'Anvers oder auch Rose et Bleu porträtiert.
Das Porträt von Irène Cahen d'Anvers gilt heute als eines von Renoirs Meisterwerken. Damals war Louis aus unbekannten Gründen aber so unzufrieden mit dem Gemälde, dass er es in den Räumen der Dienerschaft aufhängte und Renoirs Zahlung von 1500 Francs verzögerte.
Das Porträt von Irène reiste: 1883 wurde es in die erste ausschließlich Renoir gewidmete Ausstellung der Galerie Paul Durand-Ruel am Boulevard des Capucines aufgenommen (die 25 Porträts bei 70 Gemälden umfasste), im Jahr 1900 wurde das Gemälde bei der Exposition A. Renoir in der Galerie Bernheim-Jeune als Leihgabe von Mme L. Cahen d'Anvers (Louise de Morpurgo) ausgestellt, die das Bild im Jahr 1910 ihrer Enkelin Béatrice de Camondo schenkte (Irène hatte 1891 Moïse de Camondo geheiratet, das Ehepaar war längst geschieden). Bei Kriegsausbruch war es im Schloss Chambord in Sicherheit gebracht worden, wurde 1941 von dort vom Einsatzstab Reichsleiter Rosenberg gestohlen und von Hermann Göring zu einem Teil seiner persönlichen Sammlung gemacht; später tauschte er es mit Gustav Rochlitz, dem offiziellen Vertreter des Einsatzstabs Reichsleiter Rosenberg, gegen einen Florentiner Tondo.
Am 4. September 1945 wurde das wiederentdecke Gemälde dem Munich Central Collecting Point überstellt. 1946 wurde La petite fille au ruban bleu in der Pariser Ausstellung Chefs-d'œuvre des collections françaises retrouvés en Allemagne von der Frau, die 66 Jahre zuvor Modell gestanden hatte, und mittlerweile zur Alleinerbin ihrer Tochter Béatrice Reinach geborene Camondo (die mit ihren Angehörigen im KZ Auschwitz ermordet worden war) war, wiedererkannt und ihr daraufhin am 27. März 1946 zurückgegeben. 1949 verkaufte sie es an einen Pariser Galeristen, der es über den Kunsthändler Walter Feuz an Emil Georg Bührle (1890–1956) für 240.000 CHF weitergab, einem deutschstämmigen Industriellen und Sammler, der 1937 die Schweizer Staatsbürgerschaft erhalten hatte und Leiter des Rüstungsunternehmens Oerlikon und Lieferant der Wehrmacht gewesen war.
Im Jahr 1960 wurde das Gemälde von Emil Bührles Erben der Stiftung Sammlung E.G. Bührle in Zürich übergeben; es ist im Katalog der Ausstellung zu Bührles 100. Geburtstag zusammen mit dem Porträt von Alice und Elisabeth Cahen d'Anvers desselben Malers (1881) in Farbe abgebildet.

## Irène Cahen d’Anvers
Irène Cahen d'Anvers (20. September 1872 Bougival – 25. November 1963 Paris), das Modell, war zum Zeitpunkt des Porträts acht Jahre alt. Sie war die Tochter des Bankiers Louis Cahen d’Anvers (1837 – 1922) und seiner Ehefrau Louise de Morpurgo (1845 – 1926). Durch ihre Heirat am 14. Oktober 1891 in Paris wurde sie Gräfin Camondo; sie bekam zwei Kinder, Nissim de Camondo, der als Pilot im Ersten Weltkrieg fiel und der Widmungsträger des Museums Nissim de Camondo in Paris wurde, und Béatrice de Camondo, die spätere Ehefrau von Léon Reinach.
Nach ihrer Scheidung konvertierte Irène Cahen d'Anvers zum Katholizismus und heiratete am 2. März 1903 in Paris in zweiter Ehe den Grafen Charles Sampieri (11. Januar 1863 Paris – 25. Juni 1930 Neuilly-sur-Seine), von dem sie eine Tochter bekam, Claude Germaine Sampieri (14. Dezember 1903 Paris – 2. August 1995 La Londe-les-Maures); die Ehe wurde am 4. Juni 1930 wieder geschieden. Sie überstand den Zweiten Weltkrieg versteckt in Paris (Wohnung in der Rue de la Tour) unter ihrem italienischen Namen und mit ihrem italienischen Pass.
Béatrice de Camondo, Irènes Tochter wurde, ebenso wie ihr Ehemann und ihre beiden Kinder ins KZ Auschwitz deportiert und dort ermordet. Ihre Mutter war die Alleinerbin des beträchtlichen Vermögens der Familie Camondo (sowie deren Restitutionsansprüche, siehe oben), das sie in den folgenden Jahren in den Kasinos an der Côte d’Azur verprasste; 1962 kaufte sie die Villa Les Araucarias in Cannes. Sie starb im Jahr darauf, am 2. November 1963, und wurde in Paris auf dem Alten Friedhof von Neuilly-sur-Seine in der Sampieri-Kapelle beigesetzt.
Irènes Tochter Claude Germaine heiratete am 26. Dezember 1922 den Aperitif-Erben und Autorennfahrer André Dubonnet (28. Juni 1897 Paris – 23. Januar 1980 Maule) von dem sie zwei Töchter bekam (1924 und 1929), bevor sie 1930 geschieden wurde; sie schloss zwei weitere Ehen (1932 und 1937) und starb am 3. August 1995 im Alter von 91 Jahren.